# Worms World Party
Worms World Party (англ. Черв'ячки Світова вечірка) — комп'ютерна гра жанру артилерії з елементами стратегії, розроблена Team17. Випущена 16 березня 2001 року для PC, Pocket PC, Playstation і N-Gage.

## Геймплей

В грі

Гра була розроблена як сьома частина з серії ігор Worms в 2001 році. Це була остання двомірна гра гра в серії, перед тривимірною грою Worms 3D.
Як і в попередниках серії, мета гри — знищити всіх ворожих черв'яків за допомогою своєї команди і зброї. У Worms World Party гравець має можливість грати проти комп'ютера, проходити місії, грати проти реальних гравців на одному комп'ютері (до восьми гравців на одному комп'ютері) і через інтернет.
Перед початком колективної гри гравець може задавати безліч опцій, що відносяться до гри (кількість здоров'я черв'яків, набір зброї і інше). Є також самостійні місії, в яких гравець заробляє гроші, відкриває секрети і інше.

## Зброя та прилади
У грі присутня велика кількість різної зброї та інших пристроїв.

### Ракети
- Базука (Bazooka) — один із стандартних видів зброї. Базука схильна до впливу вітру (якщо її випустити з щодо низькою початковою швидкістю), проте тільки комп'ютер і досвідчені гравці здатні ефективно використовувати цю її особливість. Базука віднімає до 45 очок здоров'я. Базука, як і багато інших видів кидкової зброї, такі як, наприклад, граната або бензинова бомба, володіє можливістю відскакувати від води, якщо вона володіє достатньою швидкістю і падає на воду під малим кутом, неначе плоский камінчик.

- Мортира (Mortar) — зброя, що нагадує базуку. Початкова швидкість регулюванню не піддається. Перед вибухом мортира випускає декілька бомб, які падають прямовисно вниз і наносять небагато більшу шкоду, ніж сама мортира.

- Самонавідна ракета (Homing Missile) — простий вид зброї, перед використанням якого потрібно вказати ціль. Перші декілька секунд ракета поводиться подібно до базуки, проте потім настроюється на ціль і летить вже у напрямку до неї. При цьому висока імовірність того, що вона наткнеться на яку-небудь перешкоду, не досягнувши мети. У закритій місцевості ця ракета практично даремна. Незаперечна гідність: вона не тоне у воді, якщо тільки не піде на дуже велику глибину.